# 코세사우루스

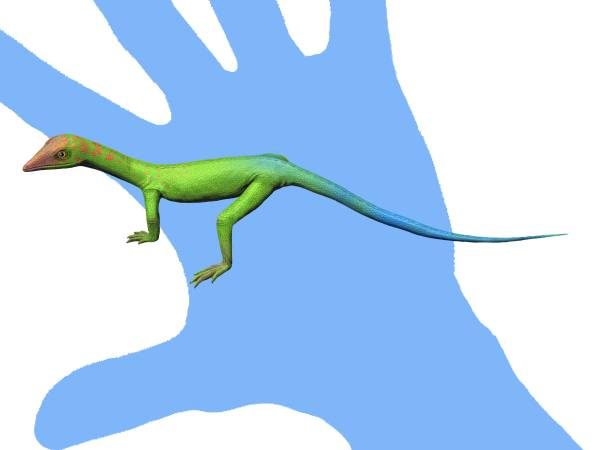

코세사우루스(학명:Cosesaurus aviceps)는 도마뱀목 타니스트로피아과에 속하는 수각류이다. 지금은 멸종된 종으로서 전체적인 몸길이가 2~3m인 중대형 공룡에 속한다.

## 특징
코세사우루스는 목은 적당히 길며 두개골의 길이가 거의 같고 몸길이가 절반 이상이다. 초기 공룡, 프롤라세르타, 마크로크네무스와 같은 다양한 다른 대퇴골에서처럼 7~8개의 긴 척추뼈로 형성된다. 이는 다른 '프로토룡'처럼 비슷한 특징이다. 그러나 새나 익룡과는 달리 자궁경부(목 척추뼈)는 매우 길고 가는 자궁 늑골에 붙어 있는 차이점이 존재한다. 다른 타니스트로피드에 비해 목이 짧지만 산즈앤로페스마티네스(1984년)와 살레르(2016년)는 타니스트로피드의 목은 나이가 들수록 비례적으로 길어지는 경향이 있다는 점에 주목한다. 따라서 코세사우르스의 짧은 목(타니스트로피드 기준)은 청소년 특징일 가능성이 높다. 몸의 척추뼈는 키가 큰 만큼 경추보다 짧았다. 등갈비는 짧고 가늘었다. 엘렌버거(1977)는 코세사우르스가 세 개의 융합된 천골(엉덩이) 척추뼈를 가지고 있다는 것을 발견한 것으로 추정되고 피터스(2000)는 네 개가 있다고 주장했다. 하지만 이 두 주장 모두 살러 전 총리(2016년)가 폭로한 바 있다. 비록 코세사우르스의 엉덩이 부분에 세 개의 천골 척추뼈가 들어갈 여지가 있다는 것을 주목하긴 했지만 그는 또한 천골 늑골 두 쌍만이 존재한다는 것을 보여주었고 천골 안에서 봉합을 하기에는 보존의 질이 너무 열악해서 엘렌버거나 피터스의 주장을 뒷받침할 수 없다는 것도 보여주었다. 따라서 코세사우르스는 대부분의 파충류와 비슷한 두 개의 천골 척추만 가지고 있었을 가능성이 높다. 꼬리는 길며 40개 이상의 긴 척추뼈로 구성되어 있다. 처음 몇 개는 갈비뼈가 얇아져서 길이가 점점 줄어들었다. 엘렌버거는 척추뼈가 봉처럼 생긴 피고스타일에 융합되어 있고 지혈성 가시(체브론)가 부족하다고 주장했지만 이후 두 가지들이 모두 산즈&로페스-마르티네스(1984)와 살레르(2016)에 의해 실각되었다. 코우트는 길이가 적당하고 코엘로피석과 같은 초기 뇌종양 공룡의 상태만큼 길지 않지만 초기 암모수만큼 짧지는 않다. 두개골에 대한 자세한 내용은 절대적으로 자신 있게 확인할 수 있는 것은 거의 없다. 두개골과 특히 눈은 비교적 꽤 컸지만 이것들은 아마도 청소년들의 특징일 것이다. 돔처럼 생긴 두개골 지붕은 뒤통수를 향해 넓어지기 전에 눈 위로 가장 얇았다. 길고 뾰족한 프리맥실라로 추정되는 6, 7개 정도의 작은 이빨이 입안에 많이 있었다. 입 뒤쪽에 있는 몇 개의 이빨은 턱의 나머지 부분의 더 얇은 이빨에 비해 크고 삼각형이며 칼날 같은 것이었다. 두개골 인상은 으스러졌지만 눈 앞의 작은 우울함이 눈에 띈다. 엘렌버거(1977)는 이 우울증이 주둥이를 관통해 항우울제를 나타냈다고 주장했고 피터스(2000)는 일련의 페네스트레이를 나타냈다고 주장했다. 그러나 살레르(2016년)의 정밀 검사 결과 우울증의 깊이는 알 수 없고 어떤 뼈로 둘러싸여 있는지 알 수 없었다. 턱관절은 코세사우루스가 아라이오스셀리디아나 웨이겔티사우루스 같은 원시 암니오테 집단이 아닌 도마뱀, 공룡, 악어 같은 현대의 파충류들과 비슷한 서리안이었다는 것을 나타내는 몇몇 특징을 가지고 있다. 이러한 특징들은 맨디블의 역추적 과정과 두개골 바깥에서 보이는 4중골 뼈의 소유를 포함한다. 그러나 사분위수(따라서 두개골의 잠재성)의 유연성은 불분명하다. 표본의 길이는 14cm(5.5인치)로 추정되지만 꼬리 끝의 인상은 희미하기 때문에 이 길이가 약간 길었을 수 있다. 시료의 보존 상태가 좋지 않아 결정적인 특징을 찾기 어렵다. 엘렌버거는 뼈 인상 사이에 각인된 물갈퀴 발과 깃털 인상을 보고했고 피터스(2000년)는 대신 엘렌버거가 파타슘이나 액틴 섬유 같은 피부 잔해를 관찰했다고 주장했다. 그러나 이 표본을 분석한 다른 고생물학자들은 뼈 근처의 암석 표면의 질감은 나머지 암석 슬라브와 구별할 수 없다고 설명하기 때문에 이 두 가지 모두 의심스럽다. 가슴(어깨) 거들은 코세사우루스 표본에서 가장 일반적으로 잘못 식별된 영역 중 하나이다.엘렌버거(1977)는 새와 같은 흉골(브레스트플레이트)과 퍼큘라(위시본)가 있었다고 주장했지만, 이러한 특징은 산즈&로페스-마르티네스(1984)에 의해 발견되지 않았다. 살러(2016년)는 엘렌버거의 오식 사실을 상세히 설명했다. 그는 "푸르큘라"는 다른 파충류에서처럼 한 쌍의 미사용 쇄골이며 "흉골"은 단순히 코라코이드 뼈의 둥근 하부에 불과하다고 설명했다. 피터스(2000년)도 엘렌버거의 '괴석'을 코세사우루스(Cosesarus)에서 뼈가 존재한다는 증거를 찾을 수 없었기 때문에, 엘렌버거의 '괴석'을 코사우루스(Cosesarus)로 확인했지만 살러(Saller)가 상관 없이 흉골이 존재한다고 가정하는 것은 틀렸다. 올슨(1979)은 타니스트로피이드의 어깨 거들과 연결부를 그렸다. 전엽은 후엽보다 훨씬 작지만 여전히 대부분의 파충류들의 기준에 따라 크기가 결정적이다. 상완골(상완골)은 길고 일직선으로 관절 표면이 평평하고 가운데가 뼈 끝보다 약간 얇다. 반지름과 척골(하팔뼈)은 체격이 비슷하다. 손은 매우 길며, 손가락이 다섯 개 가늘다. 셋째 손가락은 가장 길며 손과 합치면 길이가 하팔 길이를 초과한다. 고관절 부위와 골반 거들이 잘 보존되어 있지 않다. 골반에서 유일하게 보이는 부분인 장골은 코세사우르스에서 유난히 길다. 올슨(1979)은 꼬리 밑부분에 타니트라헬로스(Tanytrachelos)와 타니스트로페우스(Tanystropheus)의 '히테로토픽(heterotopic)' 뼈와 비슷한 크고 구부러진 뼈가 있었을지도 모른다고 지적했다.이 뼈들은 생식 과정과 관련이 있었을지도 모른다. 그러나 올슨은 코세사우르스에 대한 자신의 관찰이 엘렌버거의 곡물 같은 원본 사진으로 촉진된 것이며 그러한 방법을 이용해 만들어진 새로운 연구와 관찰은 충분히 의심스러울 수 있다고 설명했다. 피터스가 코세사우루스(Cosesaurus)에서 익룡과 같은 것으로 추정되는 '프리푸비크 뼈'를 확인했지만 대런 나이쉬는 피터스의 사진을 이용해 그러한 특징에 대한 명확한 증거를 찾을 수 없었고 살러(2016)는 표본을 연구하는 동안 피터스의 주장에 대해 아무런 언급도 하지 않았다. 뒷다리는 앞다리와 몸통 둘 다보다 길었고 이 특징은 동물의 생물학에 영향을 미쳤을 수 있다. 다리뼈는 팔뼈와 체격이 비슷하여 길고 곧았다. 대퇴골(근골)의 근위부(근위부)는 원위부보다 넓어서 태니스트로피이드의 경우와 유사하다. 5개의 메타타르(주발뼈) 중 4개는 길고 곧고 촘촘하게 뭉쳐져 있었다. 그들은 뾰족한 발톱으로 기울어진 긴 발가락과 연결되었으며 네 번째 발가락이 가장 길다. 다섯 번째(가장 먼) 메타타르살은 훨씬 짧고 넓으며 "후크" 모양을 획득한다. 올슨(1979년)에 따르면 발의 다섯 번째 발가락에는 수축된 다섯 번째 메타타르를 상쇄하기 위해 길쭉한 메타타르살 모양의 첫 번째 팔랑스(토우뼈)가 생겼을지도 모른다. 이러한 특징은 마크로크네무스를 제외하고 대부분의 타니스트로피이드에게만 독특하다. 올슨의 의혹은 이후 살레르(2016년)의 시료 연구로 확인됐다. 코세사우루스 표본의 뒷다리는 앞다리보다 길어서, 두발일 가능성이 있지만 확실하지는 않다는 것을 나타낸다. 산즈앤로페스마티네스(1984)는 '갈톤의 지수'로 알려진 비례 도구를 이용해 가능성을 조사했다. 1976년 피터 갈튼이 "prosauropods"(기본 용각류)에 대한 연구에서 발명한 이 지수는 뒷다리 전체의 길이를 동물의 몸 길이(목이나 꼬리 포함)와 비교한다.코세사우루스 표본의 비율은 1.21로 조사되었는데 이는 4중성 에올라세틸리아인(1차성 스쿼마이트 친족)보다 크지만 코엘로피석과 같은 초기 두발성 에트로포드보다 작았다. 이것은 어느 정도 두발 이동의 정도를 나타낼 수 있지만 표본은 또한 청소년이라는 가설을 세웠다. 현대 악어의 경우엔 갈튼 지수는 1.06에서 해치들과 어른들 사이에서 .79로 축소된다. 코세사우루스 개인에서 그 비율이 같은 정도로 줄어들면 그들은 성인이 될 때쯤이면 두발자극을 허용하는 범위에서 기절했을 가능성이 높다. 분류학적으로 보면 1977년 엘렌버거는 코세사우루스가 현대 새들의 조상이라고 제안했다. 그 출판물은 새와 같은 새인 디노니쿠스의 묘사를 따랐지만 새의 새인 조상이 널리 받아들여지기 훨씬 전에 나타났다. 이 간행물에서 엘렌버거는 화석의 다음과 같은 특징들을 해석했다. 끈처럼 생긴 견갑골, 모루골(위시본), 꼬리로 된 흉골, 부리처럼 생긴 턱, 역행한 주둥이와 꼬리 깃털이다. 그러나 엘렌버거(1977년) 이후 코세사우르스를 포함한 다른 모든 과학 연구는 이러한 특성들 중 많은 것들이 잘못 식별되었고 조류와 관련이 있을 것 같지 않다는 것을 발견했다. 엘렌버거(1977년) 이래의 생물학 연구에서는 코세사우루스를 '프로라케르티폼(prolacertiform)' 또는 '프로토로사우루스(protorosaur)'로 해석했다. 이 용어들은 프롤라세르타, 마크로크네무스, 타니스트로페우스와 같이 목이 긴 파충류의 특정 집단을 가리킨다. 이 집단은 내적(어떤 택시가 속하는지)과 외적(파충류 가계도 어디에 속하는지) 모두 많은 수정을 거쳤다. 20세기 후반 이전에 파충류를 중심으로 "프로라세르티폼"이 몸싸움을 벌였으며, 일부 출처에서는 이들을 도마뱀의 조상으로 내세우고 있다. 이러한 출처에는 코세사우루스, 산즈 & 로페스 마르티네스(1984)의 재설명자가 포함된다. 그러나 1980년대 후반에 이르러 '원룡류'를 대왕류로 위치시키는 합의가 이루어졌는데 이는 도마뱀이나 뱀과 같은 레피도룡보다는 악어, 공룡과 같은 대왕룡에 더 가깝다는 것을 의미한다. 그러나 1998년에 데이비드 딜크스(David Dilkes)가 프롤라세르타가 실제로는 다른 "프롤라세르티페스"와 가까운 친척이 아니라 오히려 왕관을 지향하는 아크로모프라고 결정하면서 "프로라세티페스(Prolacertiformes)"라는 용어는 와해되었다. 이 폭로로 프로라세르티폼이라는 용어는 한때 프로라세르타와 가까운 것으로 여겨졌던 파충류 다수를 포괄하는 프로토로사우루스(Protorosauria)로 대체되었다. 코세사우루스는 비록 그룹 내에서의 위치가 단편적인 성격 때문에 대개 계통생성학적 분석에 의해 시험되지 않지만, 원생공룡들 사이에서 유지되었다.올슨(1979)은 타니트라헬로스, 타니스트로페우스 등 반수생식 원생동물 전문 집단인 타니스트로페이드 사이에 거짓말을 했다고 주장했다. 이 해석은 2017년에 에스쿠라 등이 지원하기도 했다. 산즈 앤 로페스 마르티네스(1984)는 이 용어가 주로 "프로라세티페스"와 유사한 이유로 버려졌지만 마크로크네무스, 프롤라세르타와 같은 "프로라세르티드"로 확인했다.매크로크네무스는 현재 타니스트로페이드로도 분류된다.타니스트로페이드는 프롤라세르타와 같은 정도는 아니지만, 때때로 다른 "프로토라공룡"의 왕관 방향인 것으로 발견된다. 산즈앤로페스마르티네스(1984)가 비례분석을 근거로 코세사우르스의 가장 가까운 친척이 마크로크네무스라고 주장했지만 올슨(1979년)과 살레르(2016년)는 각각 타니스트로페아과 선진 회원들 사이에 배치했다. 그들은 메타타르와 같은 다섯 번째 발가락의 첫 번째 팔란스가 구체적으로 마크로크네무스와의 연결을 무효화시켰다고 주장했다. 살레르(2016년)의 논문은 '프로토룡'의 관계를 연구하기 위해 이전 저자들의 두 가지 서로 다른 계통생리학적 분석을 사용했다.이 분석들 중 첫 번째 분석은 "프로라세르티폼"의 단면을 용해한 것으로 유명한 연구인 Dilkes(1998년)에서 나왔다. 그러나 타니스트로피드를 더 많이 포함하도록 분석을 수정하고 샐러에 의해 운영되었을 때 그 결과는 상당히 결론에 이르지 못했다. 살러의 가장 파렴치한 나무들(MPTs)은 마크로크네무스보다 더 발전된 타니스트로피이드의 구조에 동의할 수 없었다.MPT는 가장 적은 수의 "단계"(진화 전환, 특성이 획득되고 상실되는)를 포함하는 가족 나무다. 오컴 면도기의 지침에 따르면 MPT는 진화 관계를 가장 정확하게 묘사한다. 그러나 살러의 6개의 MPT는 타니스트로페이의 구조에 대해 동의하지 않았다.6개의 MPT가 모두 발견한 유일한 결과는 매크로크네무스가 가장 기초적인 가족 구성원이라는 것이었다. 좀 더 결정적인 결과를 얻기 위한 노력의 일환으로 살레르는 관계를 명확히 하리라는 희망으로 특이한 드레파노사우루스, 메갈란코사우루스를 분석에 추가했다. 분석의 어떤 부분은 더 결정적인 것으로 만들어졌지만(예를 들어 아르코사우로모르파의 구조는 에즈쿠라[2016]가 발견한 것과 가까웠으나, 프로토로사우르시아와 타니스트로페아과의 내부 구조는 메갈란코사우루스가 없는 상태에서 분석을 했을 때와 마찬가지로 결정적인 것은 아니었다. 곡물 퇴적암에 보존이 잘 되지 않아 이 화석은 과거 많은 고생물학자들에게 오해를 받아왔다. 표본의 첫 번째 설명자인 폴 엘렌버거는 나중의 연구에서 확인할 수 없는 새와 같은 특징을 잘못 관찰했다. 그는 1974년, 1977년, 1993년에 이 표본에 대한 여러 가지 분석을 발표했다. 그는 그것이 새들에게 조상이라고 가설을 세웠지만 이 가설은 곧 다른 고생물학자들에 의해 포기되었다. 예를 들어 1979년에 폴 올슨은 작은 타니스트로피드 타니트라헬로스(Tanytrachelos)에 대한 설명을 하는 동안 그 표본에 대해 간단히 토론했다. 그는 엘렌버거의 사진을 사용하여 시료를 진단하는 데 어려움을 발견했지만 그는 그것이 새보다는 타니트라헬로스, 타니스트로페우스와 같은 타니스트로피이드와 많은 유사점을 공유한다는 점에 주목했다. 엘렌버거의 가설은 20세기 후반에 쾰루로사우루스 공룡들 사이에서 새의 기원에 대한 증거가 점점 더 많아지면서 찬성하지 않게 되었다. 이 시기 동안 엘렌버거 이후 코사우르스에 대한 가장 포괄적인 연구는 1984년에 호세 루이스 산즈 & 니에베스 로페스 마르티네스에 의해 수행되었다. 그들은 엘렌버거가 코세사우루스와 새를 연결하는데 사용한 특징들 중 거의 하나도 유효하지 않다는 것을 발견했다. 그들은 또한 그것의 비율을 연구했고 그것이 청소년 표본일 가능성이 있다고 결론지었다. 이들은 이 가설을 바탕으로 발달 과정에서 파충류의 비율이 어떻게 변하는지를 고려해 성인 코세사우루스의 모습을 보여주는 골격도를 만들었다. 산즈와 로페스 마르티네스는 코세사우르스의 가장 가까운 친척이 아마도 마크로크네무스와 같은 "프롤라세르티드"라는 사실을 발견했다. 2000년에 엘렌버거의 가설의 변종이 연구원 데이브 피터스에 의해 발표되었다. 피터스는 엘렌버거가 코세사우루스와 새를 연결했다고 주장한 것과 유사한 특징을 표본에서 발견했다고 주장했다. 그러나, 피터스는 대신 이러한 배치적인 특징들이 코세사우루스가 새보다는 익룡의 조상이라는 것을 보여준다고 주장했다. 그러나 표본을 검사한 고생물학자들은 피터스의 주장을 뒷받침할 증거를 찾을 수 없었고 그의 코사우르스와 익룡 사이의 연관성은 부실하게 구성된 계통학적 분석에 의존하고 있다고 지적했다. 네스빗(2011년), 에스쿠라(2016년) 등의 연구에서 설명되고 주창했던 것처럼 익룡은 코세사우루스 같은 '프로토룡'과 밀접한 관련이 없고 그 대신 공룡과 밀접한 관련이 있는 진보된 대룡이라는 것이 일치된 견해다. 2009년에 피터스는 그의 2000년 연구의 후속 연구 결과를 발표했는데 그의 디지털 추적 알고리즘을 사용하여 전치골과 프릴과 같은 피부 플랩과 같은 특징에 대한 주장을 뒷받침했다. 그러나 이 방법은 개인 관찰이나 CT 촬영 증거보다는 문헌에 있는 사진에 의존하고 있어 비판도 심했다. 또한 코세사우루스(Cosesarus)는 타니스트로피에과에 속할 가능성이 있는 아크로모프 파충류의 속이다. 스페인 몽랄과 알커버 시 인근 무셀칼크 아웃크롭에서 발견된 단일 작은 해골 MGB V1의 화석 자국을 통해 알려져 있다. 이 아웃크롭들은 약 2억4천2백만년에서 2억3천7백만년 전 트라이아스 중기의 라디니아 시대까지 거슬러 올라간다. 이 표본은 현재 시엔아 나투랄스 드 바르셀로나 박물관의 일부가 된 마르토렐(Geologia de Barcelona) 박물관에 보관되어 있다. 표본의 보존 상태가 나쁘고 아마도 청소년적인 성질이 좋지 않아 코세사우르스의 해부학적 구조가 몇 가지 다른 출처에 의해 잘못 식별되는 결과를 초래했다. 예를 들어 폴 엘렌버거는 코세사우루스를 1970년대에 새들의 조상이라고 주장했고 데이비드 피터스는 2000년에 익룡의 조상이라고 주장했다. 이 두 주장 모두 어느 집단의 기원에 관한 주류 과학 이론과 대조되며 표본을 연구하는 다른 고생물학자들은 엘렌버거나 피터스가 보고한 특징을 찾을 수 없다. 따라서 엘렌버거와 피터스의 가설은 재현성이 낮기 때문에 과학적 건전성이 의심스러운 변두리 이론으로 간주된다. 코사우루스의 관계에 대한 주류 가설들은 일반적으로 그것이 "프로토로사우루스"라는 것에 동의하는데 특히 마크로크네무스, 타니트라헬로스, 타니스트로페우스 또는 랑고바르디사우루스와 같은 긴 목의 파충류와 밀접하게 관련된 타니스트로피드(tanystropheid)이다. 코세사우루스는 양턱에 톱니 모양의 세렝된 이빨을 가지고 있으며 이를 통해 먹이를 사냥했을 것으로 보인다. 먹이로는 당대에 서식했던 작은 동물, 절지동물, 곤충 등을 잡아먹고 살았을 육식성의 도마뱀으로 추정된다.

## 코세사우루스의 근연종
아래는 셀러(2016년)가 프리처드 외(2015년) 분석을 사용한 결과다. 다음의 클라도그램은 엄격한 합의 트리로서 어떤 특정한 MPT에 동의하지 않기 위해 경합된 부위를 폴리토밀로 축소하는 3가지 MPT의 조합이다. 코세사우루스의 근연종에는 다음과 같은 종들이 존재한다.

### 아르코사우로모르파
코세사우루스의 근연종들 중에 아르코사우로모르파에 속하는 종을 나열한 곳이다.
- 프로토로사우루스

### 린초사우루스과
코세사우루스의 근연종들 중에 린초사우루스과에 속하는 종을 나열한 곳이다.
- 메소수쿠스

- 테움바이타

- 린초사우루스

### 타니스트로피아과
코세사우루스의 근연종들 중에 타니스트로피아과에 속하는 종을 나열한 곳이다.
- 마크로크네무스

- 랑고바르디사우루스

- 코세사우루스

- 타니트라헬로스

- 아모토사우루스

- 타니스트로피우스

- 프롤라세르타

### 삼엽공룡과
코세사우루스의 근연종들 중에 삼엽공룡과에 속하는 종을 나열한 곳이다.
- 테라테페톤

- 트릴로포사우루스

### 아공룡목
코세사우루스의 근연종들 중에 아공룡목에 속하는 종을 나열한 곳이다.
- 바트라코토무스

- 유파르케리아

- 에리스로수스

- 프로테로수쿠스

## 생존시기와 서식지와 화석의 발견
코세사우루스가 생존했던 시기는 중생대의 트라이아스기 후기로서 지금으로부터 2억년전~1억 8000만년전에 생존했던 종이다. 생존했던 시기에는 유럽을 중심으로 하는 산맥의 열대우림에서 주로 서식했던 공룡이다. 화석의 발견은 1974년에 유럽의 국가 중에 하나인 스페인의 트라이아스기에 형성된 지층에서 유럽의 고생물학자들에 의하여 처음으로 화석이 발견되어 새롭게 명명된 종이다.

## 같이 보기
- 파충류
- 중생대
- 트라이아스기
- 수각류
- 도마뱀
- 화석